# Amerikaanse waterspitsmuis
De Amerikaanse waterspitsmuis (Sorex palustris)  is een zoogdier uit de familie van de spitsmuizen (Soricidae). De wetenschappelijke naam van de soort werd voor het eerst geldig gepubliceerd door Richardson in 1828.

## Voorkomen
De soort komt voor in Canada en de Verenigde Staten.

Leefgebied van de Amerikaanse waterspitsmuis